# Romano Garagnani
Romano Garagnani (Castelfranco Emilia, 6 giugno 1937 – Modena, 30 gennaio 1999) è stato un tiratore a volo italiano, medaglia d'argento ai Guochi olimpici di Città del Messico 1968.

## Carriera
Dopo aver vinto l'argento olimpico è stato anche Commissario tecnico della nazionale italiana di tiro a volo. È morto a Modena all'età di 61 anni .

## Palmarès
Giochi olimpici
- Città del Messico 1968
  - Skeet:  Argento